# Zain Al Rafeea

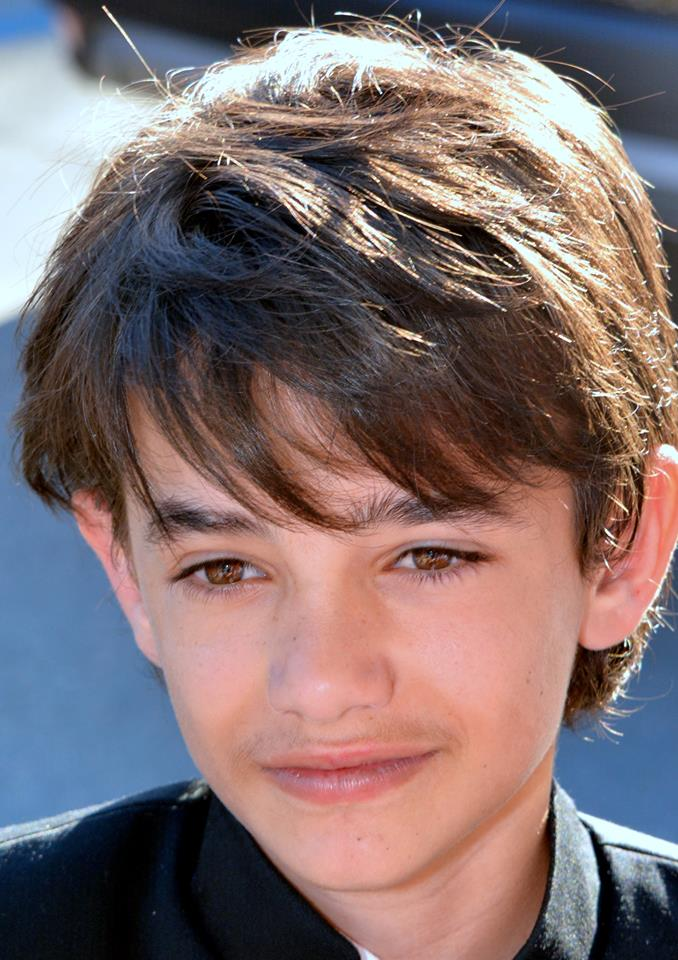
Zain Al Rafeea (2018)

Zain Al Rafeea (arabisch زين الرافعي, DMG Zain ar-Rāfiʿī, * 10. Oktober 2004 in Darʿā) ist ein norwegisch-syrischer Schauspieler.

## Leben und Karriere
Im Jahr 2012 floh Al Rafeea mit seiner Familie von Syrien in den Libanon, wo er in den Slums von Beirut aufwuchs. Er hat keine schauspielerische Ausbildung. 2018 wurde er von der libanesischen Regisseurin Nadine Labaki für die Hauptrolle in ihrem Film Capernaum – Stadt der Hoffnung ausgewählt. Im selben Jahr wurde dort mit dem Preis der Jury ausgezeichnet. 
Neben der syrischen besitzt er auch die norwegische Staatsbürgerschaft. 2021 hatte er in dem Film Eternals  eine Nebenrolle. Unter anderem bekam er 2024 in The Sand Castle eine Hauptrolle.
Al Rafeea lebt heute mit seiner Familie in Norwegen.

## Filmografie
- 2018: Capernaum – Stadt der Hoffnung
- 2021: Eternals
- 2024: The Sand Castle

## Auszeichnungen
- 2018: Bester Schauspieler, Antalya Golden Orange Film Festival
- 2018: Bester Nachwuchsschaupsiler, New Mexico Film Critics[6]
- 2019: „Bestes Debüt“, FEST International Film Festival
- 2019: Breakout Performance Award, Young Artist Award[7]